# Wohn- und Wirtschaftsgebäude Hauptstraße 11
Das Wohn- und Wirtschaftsgebäude Hauptstraße 11 in Hude, Ortsteil Wüsting, Ecke Freiherr-von-Münnichstraße, wurde Ende des 19. Jahrhunderts gebaut.
Im Haus ist heute auch ein Unternehmen ansässig.
Das Gebäude steht unter Denkmalschutz (siehe auch Liste der Baudenkmale in Hude (Oldenburg)).

## Geschichte
Das eingeschossige giebelständige massive verklinkerte Gebäude als Typ eines Zweiständer-Hallenhaus mit Krüppelwalmdach mit vier späteren Schleppgauben, ansteigendem Treppenfries und backsteinverzierten Rahmungen der Fenster- und Türbögen, wurde 1896 (Inschrift) gebaut und 1908 erweitert.
Der denkmalgeschützte verklinkerte Stall mit Satteldach steht rechts und firstparallel zum Haupthaus. Linkerhand steht ein nicht denkmalgeschütztes Nebengebäude.
Das Niedersächsische Landesamt für Denkmalpflege befand: „… geschichtliche Bedeutung … als beispielhaftes an traditionelle Vorbilder angelehntes … Gebäude der Zeit um 1900 …“